# Стаменовски, Игор
Игор Стаменовски (макед. Игор Стаменовски, родился 16 июня 1980 в Делчево) — македонский футболист.

## Биография
Воспитанник школы клуба «Брегалница» из Пелчево. За свою карьеру выступал в македонских командах «Гёрче Петров» и «Пелистер», а также болгарском «Велбожде» из Кюстендила. В составе «Гёрче Петрова» в 1998 году завоевал бронзовые медали чемпионата Македонии. Помимо всего прочего, играл в чемпионате России за калининградскую «Балтику» и московский «Спартак», но не сумел раскрыть свой талант из-за серьёзных травм. Первый и единственный матч за «красно-белых», провёл 8 ноября 2001 в рамках последнего, 28-го тура чемпионата России против московского «Локомотива»: Стаменовски вышел на замену на 38-й минуте вместо своего соотечественника Игора Митрески («Спартак» проиграл 1:2, завоевав, тем не менее, досрочно титул чемпиона России). В 2004 году провёл три матча за «Балтику», покинул клуб после его вылета во Второй дивизион (иностранцам запрещалось играть во Втором дивизионе) и вскоре завершил карьеру.

## Достижения
- Бронзовый призёр чемпионата Македонии: 1998
- Чемпион России: 2001